# Pieces in a Modern Style
Pieces in a Modern Style è il sesto album in studio del cantante britannico William Orbit, pubblicato il 22 febbraio 2000 dalla Warner Music Group e dalla Maverick Records.

## Accoglienza
| Recensione           | Giudizio |
| -------------------- | -------- |
| AllMusic             |          |
| Entertainment Weekly | C-       |
| NME                  |          |
| Rolling Stone        |          |

Pieces in a Modern Style ha ottenuto recensioni  positive da parte dei critici musicali. Su Metacritic, sito che assegna un punteggio normalizzato su 100 in base a critiche selezionate, l'album ha ottenuto un punteggio medio di 62 basato su diciassette recensioni.

## Tracce
1. Adagio for Strings – 9:34 (Samuel Barber)
2. In a Landscape – 2:57 (John Cage)
3. Ogive Number 1 – 6:44 (Erik Satie)
4. Cavalleria rusticana – 3:19 (Pietro Mascagni)
5. Pavane pour une infante défunte – 6:11 (Maurice Ravel)
6. L'Inverno – 3:57 (Antonio Vivaldi)
7. Triple Concerto – 5:32 (Ludwig van Beethoven)
8. Xerxes – 4:42 (Georg Friedrich Händel)
9. Piece in the Old Style 1 – 5:06 (Henryk Górecki)
10. Piece in the Old Style 3 – 5:49 (Henryk Górecki)
11. Opus 132 – 6:14 (Ludwig van Beethoven)

## Classifiche

### Classifiche settimanali
| Classifica (2000) | Posizione massima |
| ----------------- | ----------------- |
| Australia         | 33                |
| Germania          | 54                |
| Paesi Bassi       | 91                |
| Regno Unito       | 2                 |
| Stati Uniti       | 198               |

### Classifiche di fine anno
| Classifica (2000) | Posizione |
| ----------------- | --------- |
| Regno Unito       | 84        |